# Famille de Boigne
Pour les articles homonymes, voir Despine.
La famille de Boigne, anciennement Leborgne ou Le Borgne (Le Borgne de Boigne), est une famille savoyarde originaire de Picardie, dont un membre a reçu le titre héréditaire de comte en 1816.

## Patronyme
La famille Le Borgne prend le surnom de Boigne avec le général Benoît Le Borgne, connu comme le général de Boigne. Le généalogiste Amédée de Foras indique, dans sa notice de l'Armorial et nobiliaire de l'ancien duché de Savoie (1878) : « Le Borgne n'est plus le nom patronymique. Il a été changé en de Boigne, nom devenu historique désormais et sous lequel seulement cette famille a droit d'être inscrite dans ce livre. »

## Héraldique
| Famille de Boigne | Les armes de la famille de Boigne se blasonnent ainsi : D'azur, au lion d'or, plantant une épée d'argent au sommet d'une montagne au naturel, mouvant de la pointe, Couronne de comte Devise : "Patientia omnia vincit" | Fronton avec armoiries du château de Buisson-Rond |

## Histoire
La famille Le Borgne, originaire de Picardie, s'installe en Savoie au début du XVIIIe siècle. Il s'agit d'une famille d'artisans. Le père du général Benoît de Boigne, est un marchand de pelleteries à Chambéry. Benoît de Boigne est créé comte héréditaire par le roi de Sardaigne, le 7 juin 1816,.

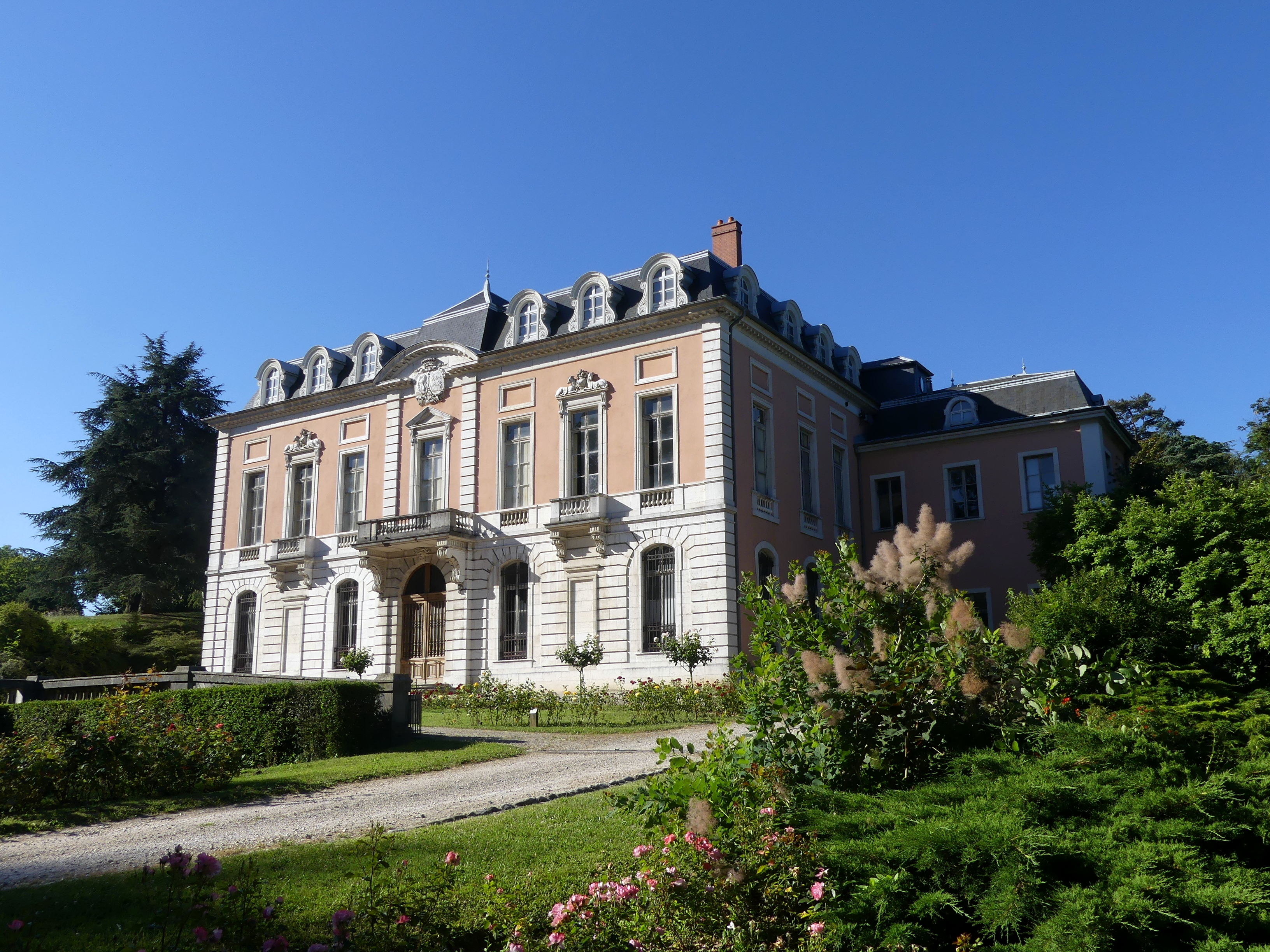
Vue, dans le soleil du matin, du château de Buisson-Rond dit de Boigne, à Chambéry en Savoie.

## Personnalités
- Benoît de Boigne (1751-1830), aventurier et militaire, ayant fait fortunes aux Indes, anobli ; épouse Adèle d'Osmond , Mme de Boigne, célèbre mémorialiste
- Charles de Boigne (1792-1853), fils unique du précédent, syndic de Chambéry (1837-1840), président de l'Académie des sciences, belles-lettres et arts de Savoie (1837-1842) ;
- Pierre Leborgne de Boigne (1762-1832), frère de Benoît de Boigne, fonctionnaire, député de Saint-Domingue (membre du Conseil des Cinq-Cents) ;
- Ernest de Boigne (1829-1895), petit-fils du précédent, avocat, député au Parlement de Turin, partisan de la cession de la Savoie à la France en 1860, puis député français du Second Empire ;
- Octave de Boigne (1833-1903), frère du précédent, militaire sarde, député français de la Troisième République ;
- Raoul de Boigne (1862-1949), fils du précédent, militaire et tireur sportif français.

## Possessions

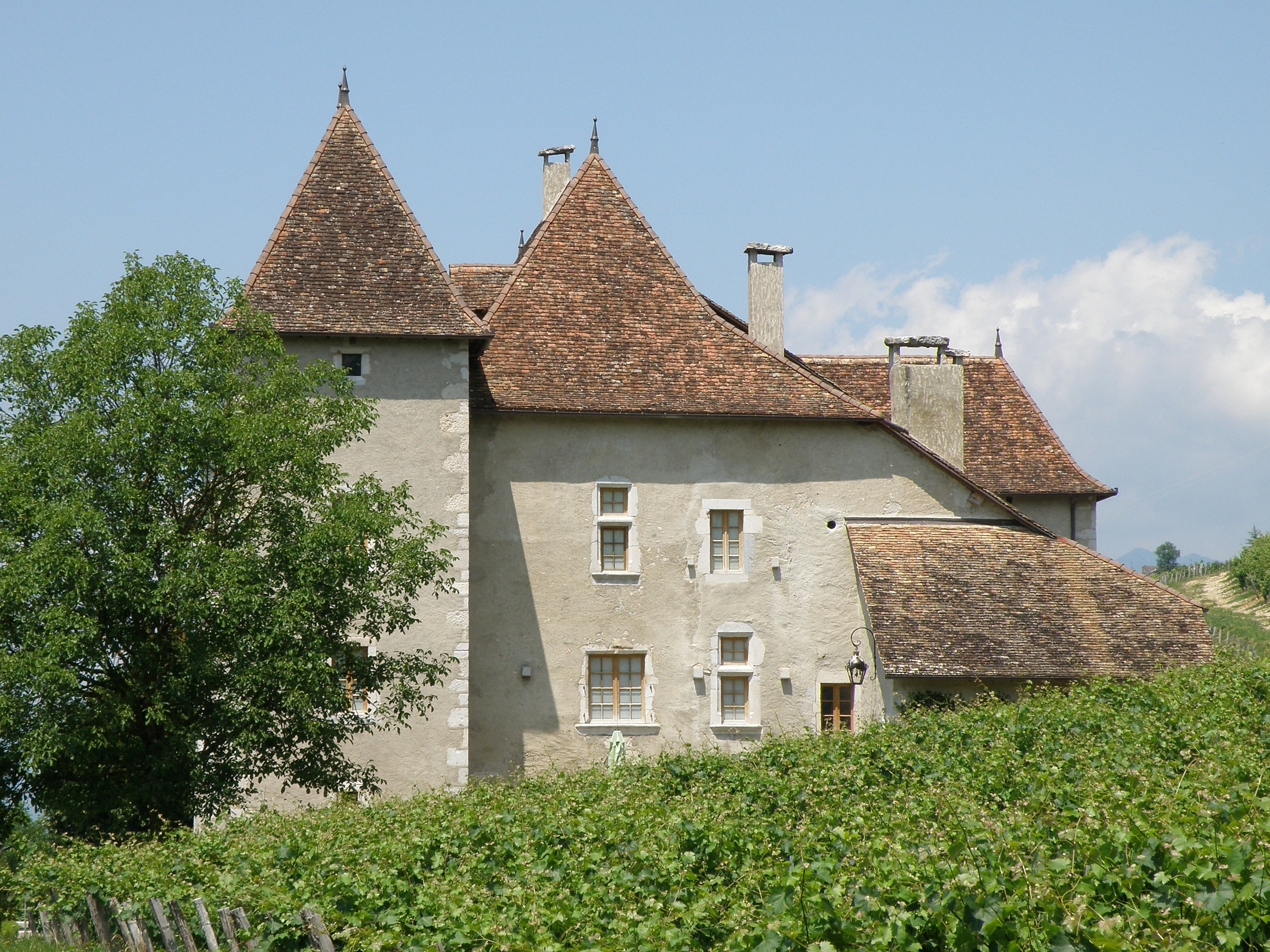
Château de La Mar.
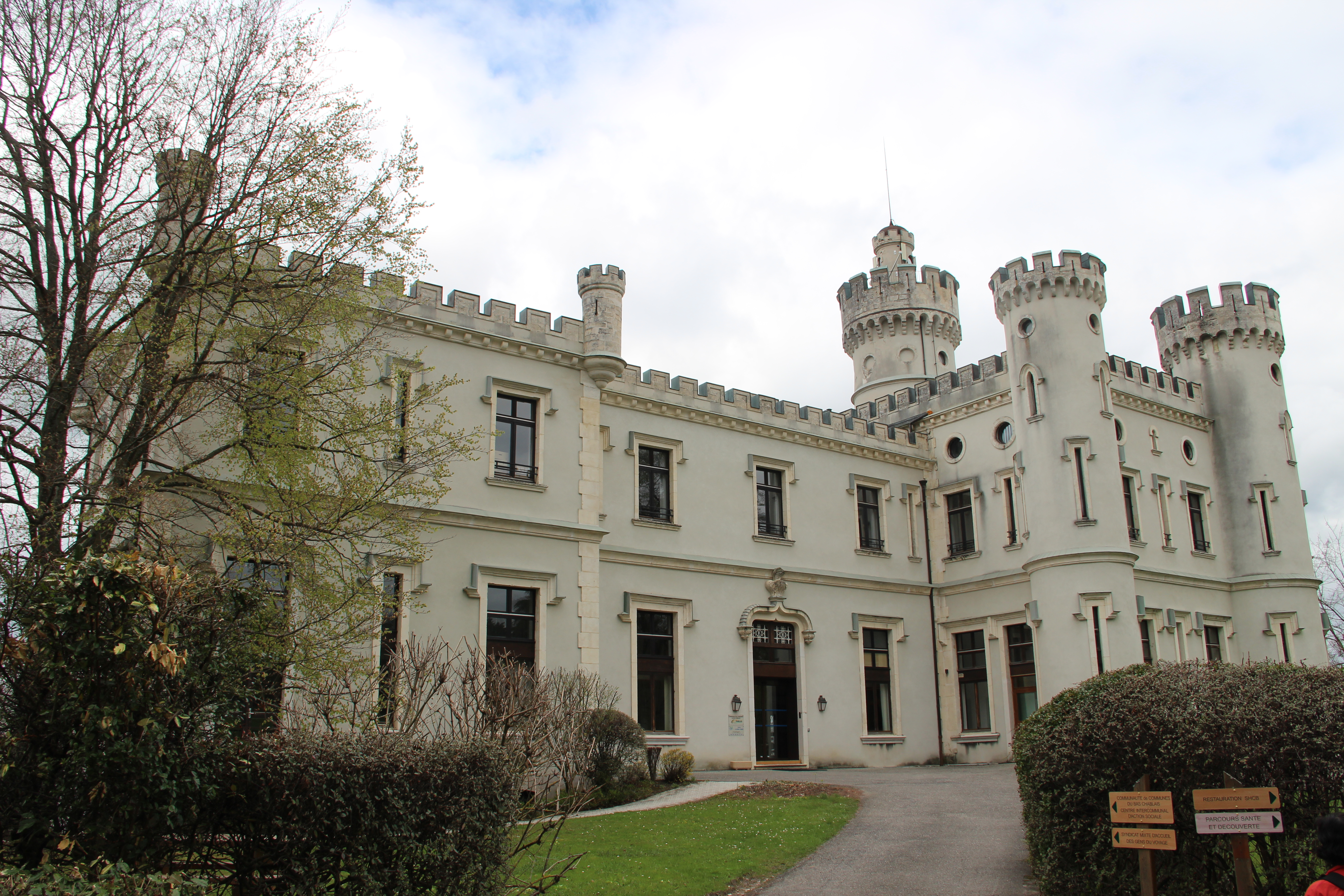
Château de Thénières.
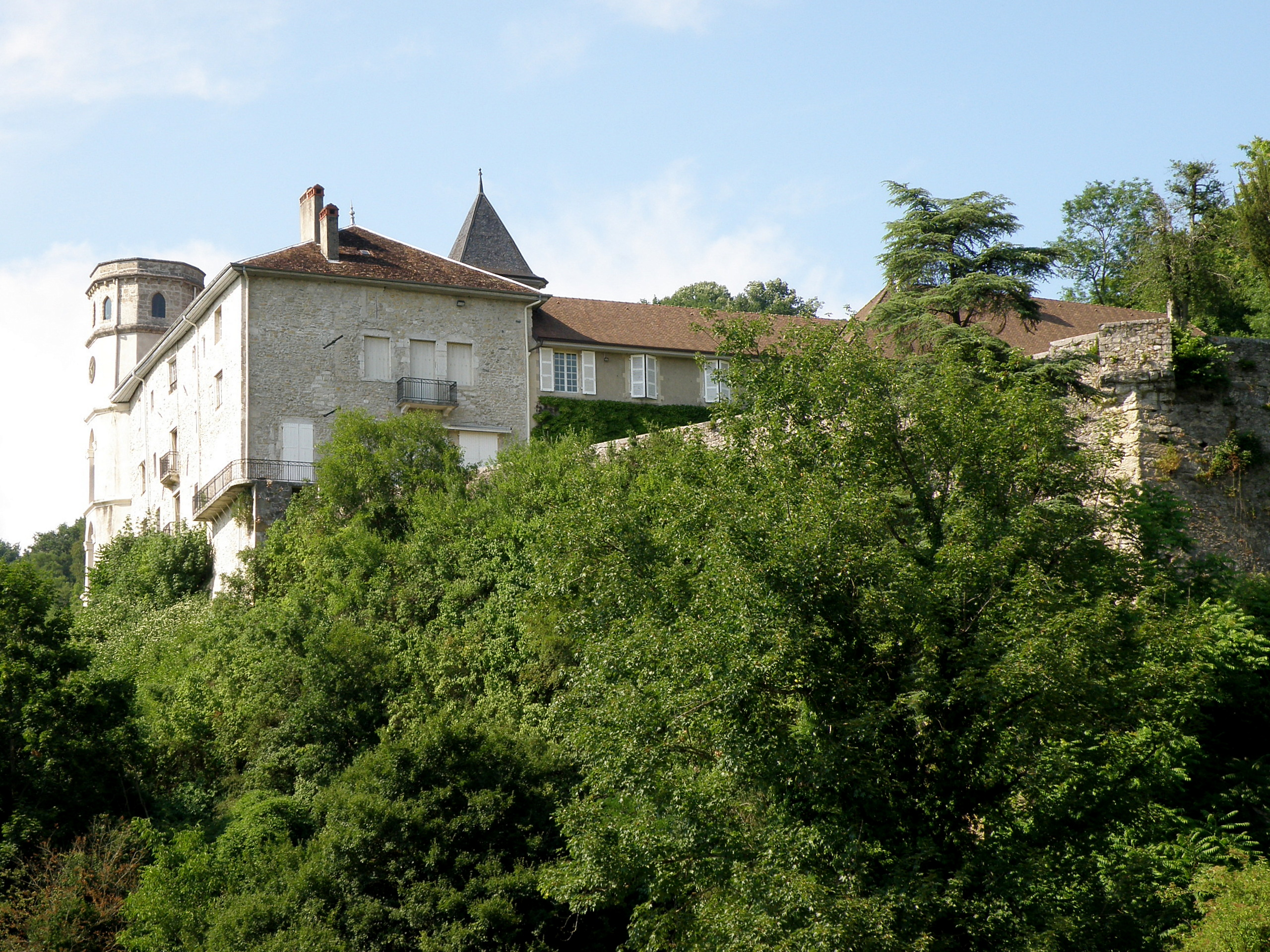
Château de Lucey.

- Château de Buisson-Rond, dit de Boigne (Chambéry, Savoie), acquis en 1802[5] ;
- Château de Thénières (Douvaine, Haute-Savoie), acquisition du domaine en 1811, ancien château rasé et reconstruit en 1863, revendu en 1893[6] ;
- Château de Lucey, dit de Boigne (Lucey, Savoie), acquis en 1817, revendu en 1920[7] ;
- Château de La Mar (Jongieux, Savoie), acquis en 1818, revendu en 1898[8] ;
- Château de Boisy (Ballaison, Haute-Savoie), acquis en 1818, revendu en 1911[9] ;
- Château de Beyrin (Traize, Savoie), acquis après 1816, puis du « domaine en morcellement », au début du XXe siècle[10].